# Ryan Thang
Ryan Thang (* 11. Mai 1987 in Edina, Minnesota) ist ein US-amerikanischer Eishockeyspieler, der seit 2012 beim Mora IK in der HockeyAllsvenskan unter Vertrag steht.

## Karriere
Ryan Thang begann seine Karriere als Eishockeyspieler in der Juniorenliga United States Hockey League, in der er von 2004 bis 2006 für die Sioux Falls Stampede und Omaha Lancers aktiv war. Anschließend besuchte er vier Jahre lang die University of Notre Dame, für deren Eishockeymannschaft er parallel in der Central Collegiate Hockey Association spielte. Mit seiner Mannschaft gewann er in den Jahren 2007 und 2009 jeweils die Meisterschaft der CCHA in Form des Mason Cups. Während seines Studiums wurde er im NHL Entry Draft 2007 in der dritten Runde als insgesamt 81. Spieler von den Nashville Predators ausgewählt. Für deren Farmteam Milwaukee Admirals aus der American Hockey League gab der Flügelspieler gegen Ende der Saison 2009/10 sein Debüt im professionellen Eishockey. In den folgenden beiden Jahren war er Stammspieler für Milwaukee in der AHL, während er für die Nashville Predators nur zu einem einzigen Einsatz in der National Hockey League im Laufe der Saison 2011/12 kam. 
Für die Saison 2012/13 wurde Thang von den Augsburger Panthern aus der Deutschen Eishockey Liga verpflichtet. 

## Erfolge und Auszeichnungen
- 2006 Beste Plus/Minus-Bilanz der USHL
- 2007 Mason-Cup-Gewinn mit der University of Notre Dame
- 2007 CCHA All-Rookie Team
- 2009 Mason-Cup-Gewinn mit der University of Notre Dame

## Statistik
(Stand: Ende der Saison 2011/12)